# Regierungskrise in Finnland 2017

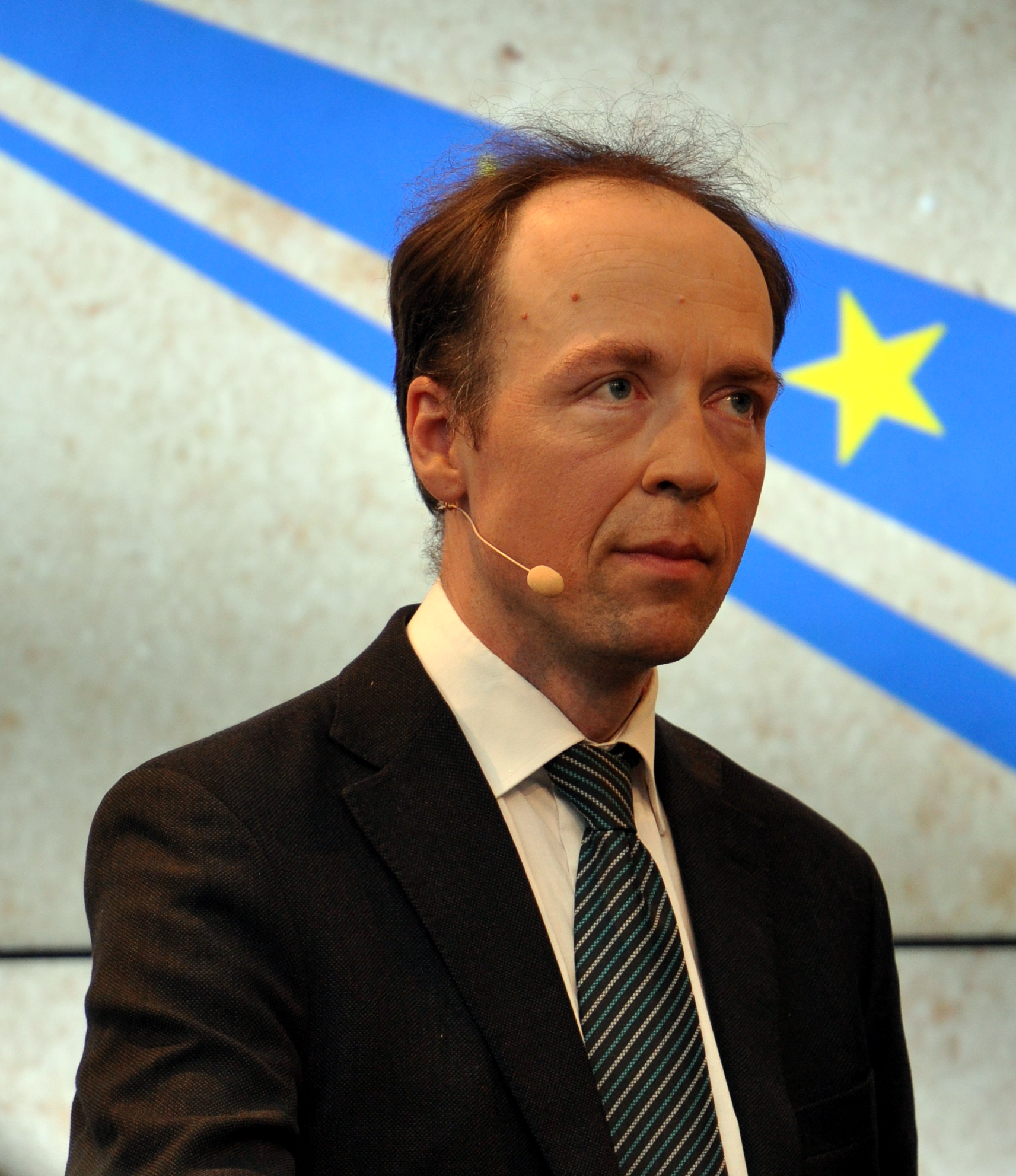
Jussi Halla-aho

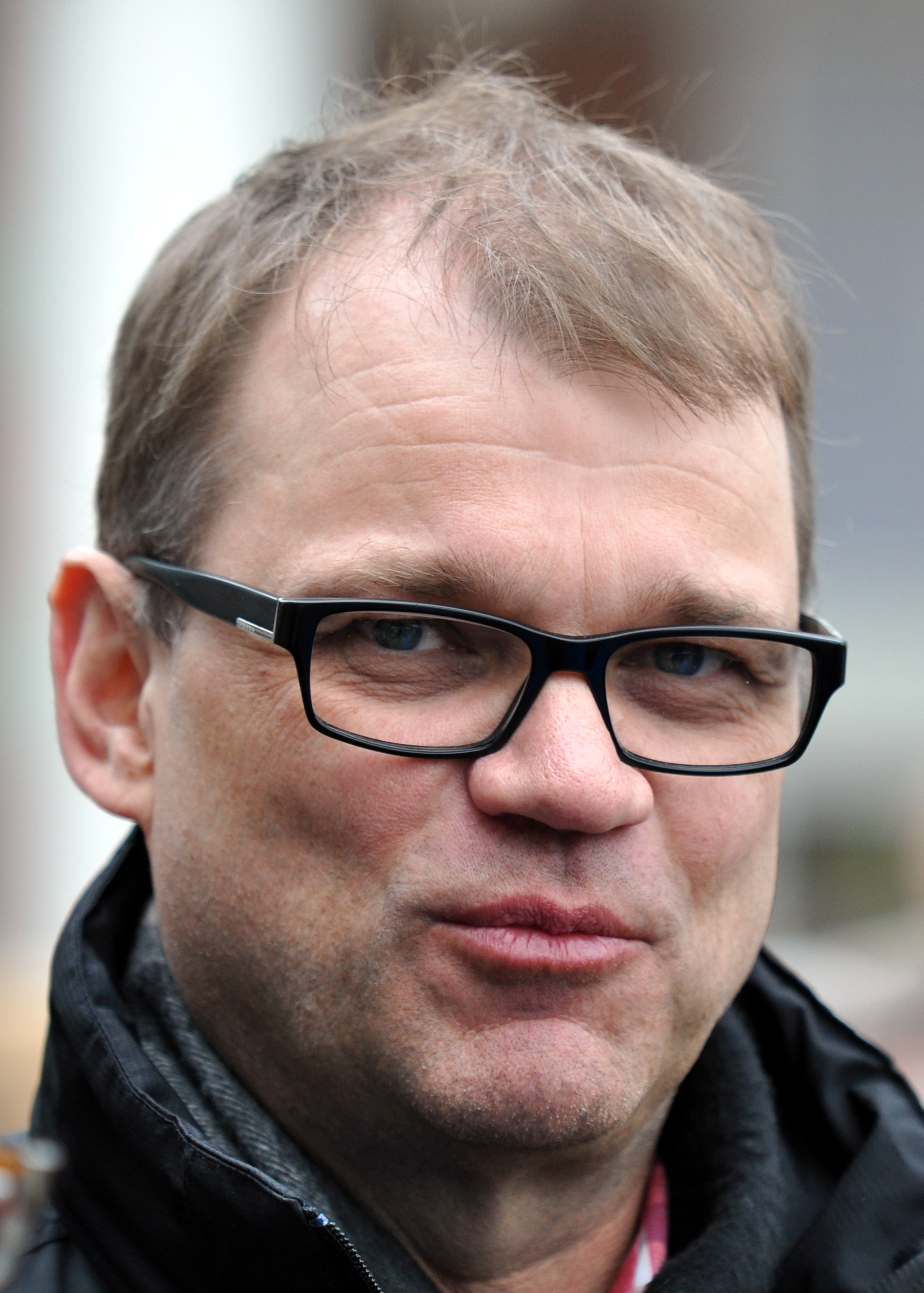
Juha Sipilä

Die Regierungskrise in Finnland 2017 wurde durch die am 10. Juni 2017 abgehaltenen Wahlen zur Parteispitze der Basisfinnen ausgelöst. Nachdem der, wegen Volksverhetzung vorbestrafte, Jussi Halla-aho zum neuen Parteivorsitzenden gewählt wurde, kündigten Ministerpräsident Juha Sipilä (Zentrum) und Finanzminister Petteri Orpo (Nationale Sammlungspartei) am 12. Juni 2017 an, dass sie nicht länger in einer Koalitionsregierung mit den Basisfinnen zusammenarbeiten wollen. Die Krise löste sich am 13. Juni, als zwanzig Abgeordnete, darunter alle Kabinettsmitglieder, aus der parlamentarischen Fraktion der Basisfinnen austraten und die Partei Blaue Zukunft gründeten. Sipiläs Regierung behielt eine Mehrheit im finnischen Parlament und die Blaue Zukunft wurde neuer Koalitionspartner.

## Hintergrund
Vor der Krise hatten die Basisfinnen 37 Abgeordnete im finnischen Parlament und waren im Kabinett Sipilä mit fünf Ministern vertreten. Timo Soini, der langjährige Parteivorsitzende und Außenminister, kündigte im März 2017 an, dass er auf dem für Juni 2017 geplanten Parteitag in Jyväskylä zurücktreten werde. Auf dem Parteitag kandidierten der Minister für europäische Angelegenheiten und Kultur, Sampo Terho und der Europa-Abgeordnete Jussi Halla-aho für den Parteivorsitz.
Bei der Wahl am 10. Juni gewann Halla-aho und wurde damit der Vorsitzende der Basisfinnen. Am gleichen Tag wurden Laura Huhtasaari, Teuvo Hakkarainen und Juho Eerola, die alle zu engen Vertrauten von Halla-aho zählen, zu den stellvertretenden Vorsitzenden der Partei gewählt. Nach seiner Wahl versprach Halla-aho, die Partei in eine nationalistischere und euroskeptischere Richtung zu führen. Das Ergebnis wurde vom Helsingin Sanomat als „Revolution“ bezeichnet. Ministerpräsident Juha Sipilä erklärte, dass die Basisfinnen zu einer anderen Partei geworden sei.

## Verlauf
Am Morgen des 12. Juni 2017 verhandelten Sipilä und Petteri Orpo mit Halla-aho über die Fortsetzung der Koalitionsregierung. Kurz nach den Verhandlungen verkündeten Sipilä und Orpo beide über Twitter, dass sie nicht weiterhin mit den Basisfinnen koalieren wollen. Die Auflösung der Koalition mit den Basisfinnen wurde von den Fraktionen der Zentrumspartei und der Nationalen Sammlungspartei akzeptiert.
Es wurde erwartet, dass Sipilä bald Präsident Sauli Niinistö offiziell bitten würde, sein Kabinett vorzeitig aus dem Amt zu entlassen. Oppositionsführer Ville Niinistö und Li Andersson forderten rasche Neuwahlen, jedoch ging man davon aus, dass Zentrumspartei und Nationale Sammlungspartei eine neue Regierung mit der Schwedischen Volkspartei und den Christdemokraten bilden wollten, um so Neuwahlen zu vermeiden. Diese Koalitionsregierung hätte 101 Abgeordnete gehabt, die engste parlamentarische Mehrheit.
Am 13. Juni 2017 verließen jedoch zwanzig Abgeordnete die Parlamentsfraktion der Basisfinnen und gründeten eine neue Gruppe namens Neue Alternative. Mitglieder der Gruppe waren Soini, Terho und alle anderen Kabinettsminister der Basisfinnen. Die Neue Alternative war bereit die Regierungskoalition fortzusetzen. Die neue Koalitionsregierung verfügte über 106 Abgeordnete. Die Krise hat die Zusammensetzung von Sipiläs Kabinett nicht verändert. Am 19. Juni 2017 kündigte Terho an, dass eine neue Partei auf Basis der Neuen Alternative gegründet werden soll, die Blaue Zukunft.

## Ansichten über die Krise
Laut Halla-aho hat Sipilä die Basisfinnen aus der Regierung ausgeschlossen, weil der Ministerpräsident seine Forderung nicht akzeptieren konnte, der im Koalitionsvertrag vereinbarten Einwanderungspolitik zu folgen. Sipilä und Orpo sagten, dass sie und Halla-aho nicht die gleichen Werte und Grundsätze vertreten und sie es auch problematisch finden, dass Halla-aho seine Partei aus Brüssel führen werde, anstatt in Helsinki Minister zu werden.
Als die Mitglieder der Blauen Zukunft die Basisfinnen verließen, erklärten sie, Halla-aho und seine Anhänger hätten die Partei entführt. Soini beschuldigte die rechtsextreme nationalistische Gruppe Suomen Sisu für die Spaltung innerhalb der Partei. Die Parlamentsabgeordnete Tiina Elovaara berichtete, dass die Anhänger von Halla-aho während des Parteitags Nazi-Grüße gezeigt hätten. Später erklärte sie, sie bezog sich auf ein bestimmtes Foto, das auf dem Parteitag geschossen wurde. Die Anschuldigungen wurde jedoch später entlarvt, da das Foto am Tag nach der Wahl aufgenommen wurde, und zeigte tatsächlich Teilnehmer, die sich im Handzeichenwahlverfahren befanden. Halla-aho wies darauf hin, dass er von den Parteimitgliedern der Basisfinnen demokratisch gewählt worden sei.